# Partesana

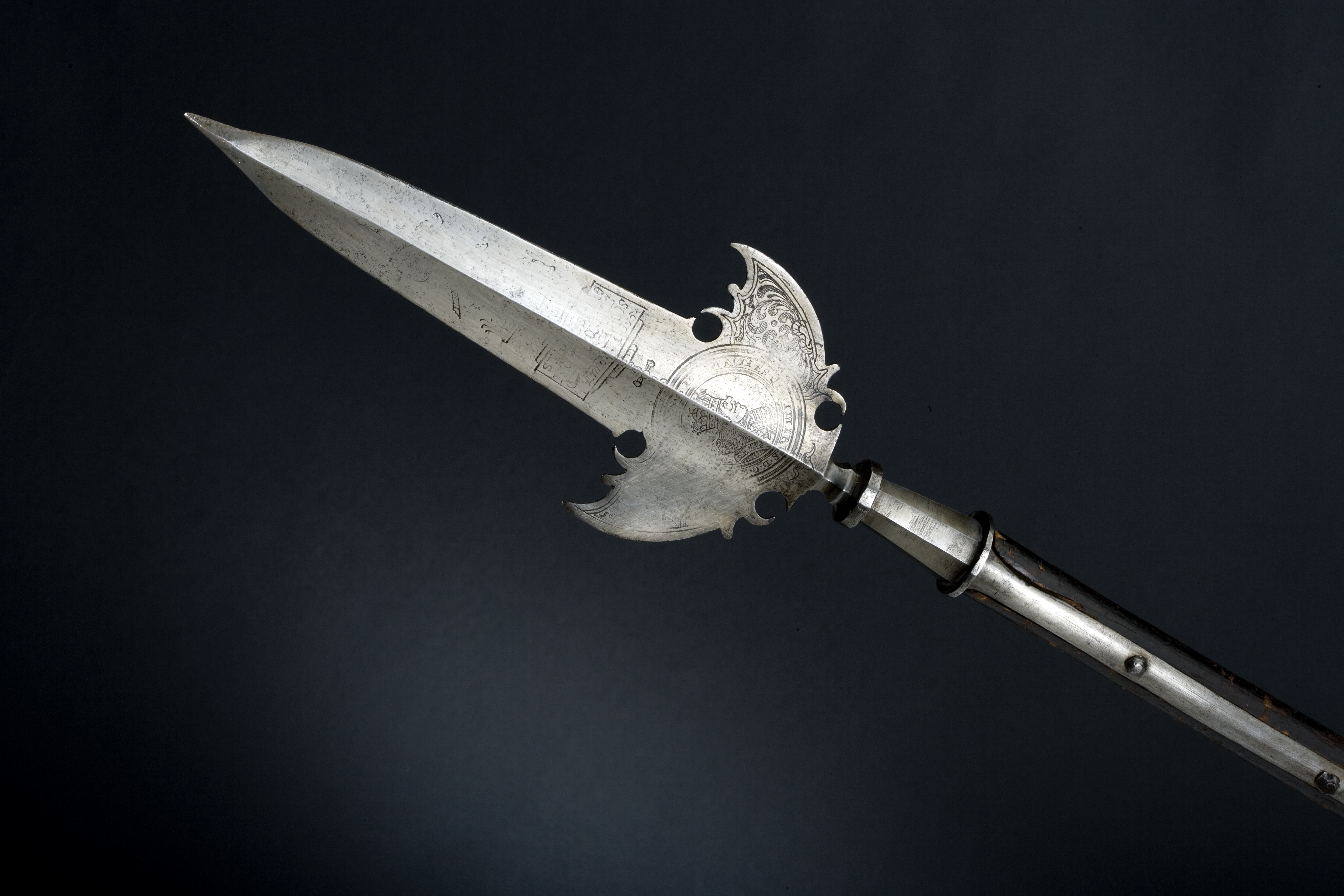
Lanza partesana

Una lanza partesana es aquella cuya moharra (hoja de lanza) es grande y recta, ancha por la base, con filo por ambos lados y que se va angostando hacia la punta. La base posee dos aletas corvadas en punta, o bien en forma de media luna. Su asta medía sobre los 2 m y tenía regatón de hierro. 

## Orígenes e historia
La partesana fue una lanza que se usó venatoriamente -no como distintiva de oficialía- desde el siglo XII al XVI, aún en formas más primitivas, pero según historiadores militares, su empleo perduró desde el siglo XV al XVII. Lo que parece indicar este juego de siglos "oficiales", es que la versión moderna de 220 cm - 260 cm, aletas bien definidas y regatón (pieza metálica de contrapeso en la base del asta), sería la que estaría entre los siglos XII y XVIII, pero no indicaría su origen, sino su uso en cuerpos militares "modernos". 
Sobre su origen -o formas más primitivas- se pueden encontrar ya en el siglo I representaciones artísticas en la Roma clásica (bajorrelieves del Consulado de Roma). Con lo que no estaríamos hablando sólo del arma del Renacimiento-Edad Moderna, sino de una categoría de armas de asta cuya moharra ya se empleaba incluso antes de nuestra era y que derivarían de "cuchillos enastados". Por ejemplo, el angón (venablo introducido por los merovingios sobre el siglo V) ya tenía cierta reminiscencia a la que sería su hermana mayor, la partesana.

## Morfología
Una lanza partesana "moderna" se caracteriza por tener un asta de 160 a 220 cm, moharra de 1 a 2 pies de largo y anchos de hoja -sin las aletas- de 10 a 14 cm en su base. Viene acompañada de regatón para portarla y usarla con mayor equilibrio, y solían fabricarlas con buenas maderas, acero para los filos y bronce para damasquinados y "relleno-peso". Al ser arma de oficiales en sus últimos años de uso, se empleaban materiales como terciopelos -en los tercios de asir- y penachos colgados de las moharras.
Cuando una partesana tenía sus "aletas" de la base de su hoja (moharra) más largos y curvados hacia la punta o rectos en ángulo isósceles perfecto -parecido a un tridente o arpón- se la llamaba corcesca. Si las aletas se corvaban hacia el regatón -cual ganchos en forma de flor de lys- y su moharra era más fina y larga -más punzante-, se la denominaba forchina o roncona. Y si era más moderna, tenía ligeramente menor longitud, falsaguardas en lugar de aletas y estaba destinada para oficiales -con mejores acabados- se llamaba espontón.
- Datos: Q125161
- Multimedia: Partisans (weapons) / Q125161